# ناحیه بوداکسی
ناحیهٔ بوداکسی (به مجاری: Budakeszi járás) یک ناحیه در مجارستان است که در پِشت واقع شده‌است. ناحیهٔ بوداکسی ۲۸۸٫۹۵ کیلومتر مربع مساحت و ۸۳٬۶۷۰ نفر جمعیت دارد.